# 伊朗网络审查
伊朗网络审查制度近年来一直在增加。在21世纪的最初几年时间里，伊朗使用互联网的民众在大幅增加，目前大约以2000万的网民成为在中东国家中上网人数百分比第二的国家。在伊朗最初引进互联网时，互联网服务由政府部门所提供，在国内是比较开放的。许多网民通过在网上看新闻来避开伊朗严格的新闻法。2005年，由于伊朗的保守派总统马哈茂德·艾哈迈迪内贾德上任，互联网审查制度开始增加。伊朗的主要反对派在很大程度上依赖互联网与外界联络。
许多博客主、网上行动主义人员和一些技术人员面临着监禁、骚扰和虐待。在2006年和2010年，非政府组织无国界记者把伊朗标记为12个或者13个“互联网的敌人”之一。

## 历史

### 2009年前
在2006年，据无国界记者报导，库尔德语版维基百科已持续数月被封锁。
在2008年，伊朗已经封锁了超过500万个互联网网站，其内容主要是被视为不道德及反社会的。

### 2012年
在2012年5月的伊朗立法选举时，伊朗政府对网吧制定了严格的规定，并且准备打造一个全国性的互联网。它还要求所有的伊朗人注册他们的网站用于文化和艺术领域。
在2012年5月初，伊朗最高领袖阿里·哈梅內伊告诉伊朗当局应当成立一个机构来监督互联网。该机构被称为“虚拟空间的最高委员会”，由总统、文化和新闻部长、警察和革命卫队所领导。他们的任务将是确定有关于互联网的政策和统筹决策。这被认为是该国当局到目前为止试图控制互联网的举动。

### 2014年
根据无国界记者发布的报告《互联网公敌2014》，中国开始为伊朗建设“清真互联网”（Halal Internet）——一个与互联网隔绝，完全在德黑兰政府掌控之下的国家内联网系统。报告说，伊朗第一副总统埃沙格·贾汉吉里最近在接见到访的中国国务院新闻办公室代表团时还公开证实，中国将为伊朗革命卫队等部门担任网络事务顾问。

### 2019年
2019年伊朗抗議期間，伊朗互聯網一度被伊朗政府切斷。

### 2020年

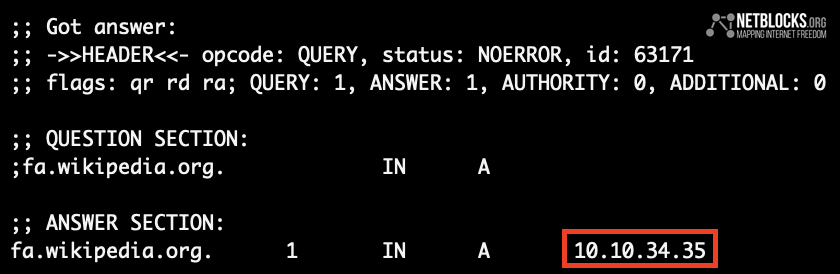
封锁期间，波斯语维基百科的域名被伊朗当局DNS劫持，被解析到错误的IP地址。

2020年3月，伊朗当局短暂屏蔽了波斯语维基百科，使用和中国防火长城相同的技术手段，包括DNS劫持和对特定服务器名称指示的深度包检测，NetBlocks认为这次屏蔽与伊朗当局试图控制2019冠状病毒病疫情相关的信息有关。

### 2022年
2022年9月伊朗示威期间，为了阻止关于抗议活动的图片及视频在互联网上传播，伊朗政府在最初的数日切断了薩蓋茲及萨南达季的互联网连接。随着抗议活动在各地蔓延，伊朗政府切断了全国的互联网网络。

### 2024年
12月24日，伊朗网络空间最高委员会决定解除对WhatsApp及Google Play的禁令。

## 被封锁的网站或服务
- 社交媒体：Instagram[19]
- 色情：Pornhub
- 通信：Signal[20]，Gmail[21]，微信[22]

### 列表
| 網站     | 網址         | 種類 | 語言     | 封鎖時間 |
| -------- | ------------ | ---- | -------- | -------- |
| Facebook | facebook.com | 社交 | 多种语言 | ？       |

## 审查方式

### 互联网服务供应商
每个ISP（互联网服务供应商）都必须经伊朗电信公司（TCI）与文化伊斯兰指导部接入，并且必须为电子邮件和网站使用内容控制软件。如果ISP不遵守政府的筛选器列表将会面临重罚。至少有12个ISP因未安装适当的过滤器已被关闭。伊朗政府所制定的黑名单中包括约15000个网站，这些网站均被禁止访问。在用户接入互联网前，他们必须先签下承诺不进入“非伊斯兰”的网站的承诺书。

### 内容控制软件
伊朗监控互联网所使用的内容控制软件为SmartFilter，使用由圣何塞Secure Computing公司开发的主要引擎。然而，该公司否认曾把该软件出售给伊朗，并声称伊朗并没有许可证，属于非法使用。
截至2006年，伊朗的SmartFilter主要过滤属于波斯语的网站，并阻止较为突出的英文网站，如纽约时报和Facebook等。
该软件有效地阻止访问大多数色情网站、同性恋网站、改良主义的政治网站、新闻媒体、提供帮助用户掩饰自己的网络身份的工具的网站和其他网站以各种理由被模糊地定义为不道德的网站。伊朗一直被指责为除了中国外自我审查过多的国家。
此后，伊朗已自我研发出了用于过滤互联网信息的各种硬件和软件。伊朗的互联网架构是对监控特别有利的，为用户提供互联网接入的ISP的所有流量均通过伊朗电信公司（TCI）所控制。

### 国家局域网络
为了彻底与国际互联网隔绝，穆罕默德-贾瓦德·阿扎里·贾赫罗米自2005年开始提出建立互联网本土化概念，并着手建立国家局域网络“清真互联网”，并逐步阻断与国际互联网的联系。2019年宣布已经完成80%的进度。

## 规避审查

### 美国代理服务器
伊朗人有时会通过代理服务器访问被“封禁”的网站，虽然这些代理服务器可以被封锁。在2003年，美国开始通过Anonymizer公司在美国之音IBB（国际广播电视局）服务器为伊朗人提供免费的代理服务器，然而伊朗政府已经封锁这些提供的网站。
然而，即使是美国代理，仍然进行着针对淫秽色情网站的关键字进行过滤。“应该限制纳税人所支付的项目用于无关之处。”一个IBB项目经理解释道。被禁止的关键字是有争议的，比如禁止“gay”关键词来阻止访问同性恋网站也会意想不到地阻止其他内容。禁止“ass”可以阻止访问美国大使馆的网站。被列入美国服务器黑名单的关键字的完整列表可以在这里找到。
继2009年伊朗总统大选后，美国参议院批准了一项计划，以帮助遏制在伊朗的网络“封杀”。此项拨款为50万元以资助被称为伊朗审查受害者(VOICE)，以对抗伊朗政府为干扰无线电、卫星、和基于互联网的传输所作出的努力。

## 延伸阅读
- 无国界记者发布的Internet Enemies Report 2012（英文）

- Iran and Internet Filtering - 开放网络促进会2009年的报告（英文）

- Eli Lake. . 华盛顿时报. 2009-04-13  [2022-10-09]. （原始内容存档于2020-12-13）.（英文）